# Чемпионат мира по конькобежному спорту на отдельных дистанциях 2019
Чемпионат мира по конькобежному спорту на отдельных дистанциях проходил с 7 по 10 февраля 2019 года на катке Макс Айхер Арена в Инцелле, Германия.
Соревнования проводились на дистанциях 500, 1000, 1500, 5000 метров и в масс-старте у мужчин и женщин, 3000 метров у женщин и 10 000 у мужчин, а также в командной гонке и командном спринте.

## Программа
| Дата       | Мужчины                 | Женщины                 |
| ---------- | ----------------------- | ----------------------- |
| 7 февраля  | Командный спринт 5000 м | Командный спринт 3000 м |
| 8 февраля  | 500 м Командная гонка   | 500 м Командная гонка   |
| 9 февраля  | 1000 м 10 000 м         | 1000 м 5000 м           |
| 10 февраля | 1500 м Масс-старт       | 1500 м Масс-старт       |

## Количество участников
Максимальное число участников согласно правилам ИСУ:
| Дистанция                            | Количество        |
| ------------------------------------ | ----------------- |
| 500 м                                | по 24 спортсмена  |
| 1000 м                               | по 24 спортсмена  |
| 1500 м                               | по 24 спортсмена  |
| 3000 м (женщины), 5000 м (мужчины)   | по 20 спортсменов |
| 5000 м (женщины), 10 000 м (мужчины) | по 12 спортсменов |
| Масс-старт                           | по 24 спортсмена  |
| Командная гонка                      | по 8 команд       |
| Командный спринт                     | по 8 команд       |

## Рекорды катка

### Мужчины
| Дистанция        | Конькобежец                                  | Страна           | Время    | Дата       |
| ---------------- | -------------------------------------------- | ---------------- | -------- | ---------- |
| 500 м            | Ли Гю Хёк                                    | Республика Корея | 34,32    | 13-03-2011 |
| 1000 м           | Кьелд Нёйс                                   | Нидерланды       | 1.07,70  | 13-10-2018 |
| 1500 м           | Денис Юсков                                  | Россия           | 1.44,21  | 06-12-2015 |
| 5000 м           | Свен Крамер                                  | Нидерланды       | 6.10,97  | 07-10-2017 |
| 10000 м          | Боб де Йонг                                  | Нидерланды       | 12.48,20 | 12-03-2011 |
| Командная гонка  | Ян Блокхёйсен Арьян Струтинга Дауве де Врис  | Нидерланды       | 3.41,27  | 04-12-2015 |
| Командный спринт | Виктор Лобас Артём Золотарёв Виктор Муштаков | Россия           | 1.22,14  | 25-11-2017 |

### Женщины
| Дистанция        | Конькобежец                            | Страна           | Время   | Дата       |
| ---------------- | -------------------------------------- | ---------------- | ------- | ---------- |
| 500 м            | Ли Сан Хва                             | Республика Корея | 37,18   | 03-02-2018 |
| 1000 м           | Бриттани Боу                           | США              | 1.14,01 | 05-12-2015 |
| 1500 м           | Ирен Вюст                              | Нидерланды       | 1.54,03 | 07-03-2014 |
| 3000 м           | Мартина Сабликова                      | Чехия            | 4.00,64 | 15-10-2016 |
| 5000 м           | Мартина Сабликова                      | Чехия            | 6.50,83 | 12-03-2011 |
| Командная гонка  | Мисаки Осигири Михо Такаги Нана Такаги | Япония           | 2.59,08 | 05-12-2015 |
| Командный спринт | Фемке Бёлинг Йой Бёне Ютта Лердам      | Нидерланды       | 1.28,40 | 25-11-2017 |

## Медальный зачёт
| Место | Страна           | Золото | Серебро | Бронза | Всего |
| ----- | ---------------- | ------ | ------- | ------ | ----- |
| 1     | Нидерланды       | 8      | 6       | 2      | 16    |
| 2     | США              | 2      | 0       | 1      | 3     |
| 3     | Чехия            | 2      | 0       | 0      | 2     |
| 4     | Норвегия         | 1      | 3       | 0      | 4     |
| 5     | Япония           | 1      | 2       | 2      | 5     |
| 6     | Австрия          | 1      | 1       | 0      | 2     |
| 7     | Россия           | 1      | 0       | 10     | 11    |
| 8     | Республика Корея | 0      | 2       | 1      | 3     |
| 9     | Канада           | 0      | 2       | 0      | 2     |
| Всего | Всего            | 16     | 16      | 16     | 48    |

## Призёры

### Мужчины
| Дистанция                    | Золото                                                   | Золото     | Серебро                                                            | Серебро  | Бронза                                                           | Бронза   |
| ---------------------------- | -------------------------------------------------------- | ---------- | ------------------------------------------------------------------ | -------- | ---------------------------------------------------------------- | -------- |
| 500 м (подробнее)            | Руслан Мурашов · Россия                                  | 34,22 TR   | Ховар Лорентсен · Норвегия                                         | 34,35    | Виктор Муштаков · Россия                                         | 34,43    |
| 1000 м (подробнее)           | Кай Вербей · Нидерланды                                  | 1:07,39 TR | Томас Крол · Нидерланды                                            | 1:07,67  | Кьелд Нёйс · Нидерланды                                          | 1:07,81  |
| 1500 м (подробнее)           | Томас Крол · Нидерланды                                  | 1:42,58 TR | Сверре Лунде Педерсен · Норвегия                                   | 1:43,16  | Денис Юсков · Россия                                             | 1:43,20  |
| 5000 м (подробнее)           | Сверре Лунде Педерсен · Норвегия                         | 6:07,16 TR | Патрик Руст · Нидерланды                                           | 6:11,70  | Свен Крамер · Нидерланды                                         | 6:12,53  |
| 10 000 м (подробнее)         | Йоррит Бергсма · Нидерланды                              | 12:52,92   | Патрик Руст · Нидерланды                                           | 12:53,34 | Данила Семериков · Россия                                        | 12:57,40 |
| Командная гонка (подробнее)  | Нидерланды · Марсел Боскер · Свен Крамер · Дауве де Врис | 3:38,43 TR | Норвегия · Ховард Бёкко · Синдре Хенриксен · Сверре Лунде Педерсен | 3:40,80  | Россия · Александр Румянцев · Данила Семериков · Сергей Трофимов | 3:41,31  |
| Командный спринт (подробнее) | Нидерланды · Роналд Мюлдер · Кьелд Нёйс · Кай Вербей     | 1:19,05 TR | Республика Корея · Чха Мин Гю · Ким Джун Хо · Ким Тхэ Юн           | 1:20,00  | Россия · Павел Кулижников · Руслан Мурашов · Виктор Муштаков     | 1:20,10  |
| Масс-старт (подробнее)       | Джой Мантиа · США                                        | 7:35,66    | Ум Чхон Хо · Республика Корея                                      | 7:36,11  | Чон Чжэ Вон · Республика Корея                                   | 7:36,30  |

### Женщины
| Дистанция                    | Золото                                                  | Золото     | Серебро                                                | Серебро | Бронза                                                             | Бронза  |
| ---------------------------- | ------------------------------------------------------- | ---------- | ------------------------------------------------------ | ------- | ------------------------------------------------------------------ | ------- |
| 500 м (подробнее)            | Ванесса Херцог · Австрия                                | 37,12 TR   | Нао Кодайра · Япония                                   | 37,20   | Конами Сога · Япония                                               | 37,60   |
| 1000 м (подробнее)           | Бриттани Боу · США                                      | 1:13,41 TR | Ванесса Херцог · Австрия                               | 1:14,38 | Нао Кодайра · Япония                                               | 1:14,44 |
| 1500 м (подробнее)           | Ирен Вюст · Нидерланды                                  | 1:52,81 TR | Михо Такаги · Япония                                   | 1:53,32 | Бриттани Боу · США                                                 | 1:53,36 |
| 3000 м (подробнее)           | Мартина Сабликова · Чехия                               | 3:58,91 TR | Антоинетте де Йонг · Нидерланды                        | 3:59,41 | Наталья Воронина · Россия                                          | 3:59,99 |
| 5000 м (подробнее)           | Мартина Сабликова · Чехия                               | 6:44,85 TR | Эсме Виссер · Нидерланды                               | 6:46,14 | Наталья Воронина · Россия                                          | 6:50,39 |
| Командная гонка (подробнее)  | Япония · Аяно Сато · Михо Такаги · Нана Такаги          | 2:55,78 TR | Нидерланды · Йой Бёне · Антоинетте Де Йонг · Ирен Вюст | 2:56,20 | Россия · Елизавета Казелина · Евгения Лаленкова · Наталья Воронина | 2:57,72 |
| Командный спринт (подробнее) | Нидерланды · Летиция де Йонг · Ютта Лердам · Янине Смит | 1:26,28 TR | Канада · Кали Крист · Кейлин Ирвайн · Хизер Маклин     | 1:27,21 | Россия · Ольга Фаткулина · Ангелина Голикова · Дарья Качанова      | 1:27,26 |
| Масс-старт (подробнее)       | Ирен Схаутен · Нидерланды                               | 8:27,84    | Ивани Блонден · Канада                                 | 8:28,46 | Елизавета Казелина · Россия                                        | 8:29,29 |